# Efecto IKEA

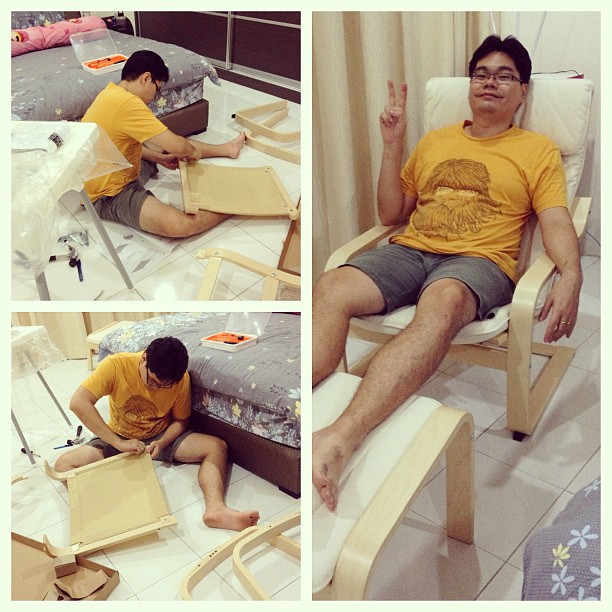
Un hombre ensamblando una silla Poäng de IKEA.

El efecto IKEA es un sesgo cognitivo que ocurre cuando los consumidores dan un valor desproporcionadamente alto a productos que ellos han contribuido a crear o fabricar. El nombre deriva del fabricante y vendedor de mobiliario sueco IKEA, ya que gran parte de sus productos requieren ser montados por el comprador.
El efecto de IKEA se describe a continuación: "El precio es bajo para los productos de IKEA principalmente porque eliminan el trabajo de la ecuación. Con un destornillador Phillips, una llave Allen y un mazo de goma, los clientes de IKEA pueden, literalmente, construir el valor de una casa completa" Muebles con un presupuesto muy ajustado. ¿Pero qué pasa cuando lo hacen? "Se enamoran de sus creaciones de IKEA. Incluso cuando faltan piezas y los artículos están mal construidos, a los clientes del estudio de IKEA les encantaron los frutos de su trabajo"

## Historia
El efecto IKEA fue identificado y nombrado por Michael I. Norton de la Escuela de negocios Harvard, Daniel Mochon de Yale, y Dan Ariely de Duke, quien publicó los resultados de tres estudios en 2011. Describieron el efecto de IKEA como "el trabajo por sí solo puede ser suficiente" para inducir una mayor afición por los frutos del trabajo: incluso construir una oficina estandarizada, una tarea ardua y solitaria, puede llevar a las personas a sobrevalorar sus creaciones (a menudo mal construidas).
Norton, Mochon y Ariely citaron el trabajo anterior de otros investigadores sobre la "justificación del esfuerzo" que demostró que cuanto más esfuerzo pone alguien en algo, más lo valorará alguien. Este fenómeno fue observado por Leon Festinger (1957) y en reinos que van desde la psicoterapia (Axsom y Cooper, 1985) y el lavado de cerebro (Schein, 1956).
Los diseñadores de productos estaban familiarizados con el efecto IKEA mucho antes de que se le diera un nombre. Norton y sus colegas notaron que, aunque todavía no se había nombrado o establecido científicamente, había sido reconocido por los vendedores durante mucho tiempo. Por ejemplo, cuando las mezclas instantáneas para pasteles se comercializaron por primera vez en la década de 1950, muchas amas de casa eran resistentes porque las mezclas instantáneas hacían que la cocción fuera "demasiado fácil", lo que hacía que su trabajo y habilidades se sintieran "subvaloradas". Debido a que las amas de casa no se sintieron "invertidas" en el proceso de cocción, no le dan valor al producto. En respuesta a este problema, los productores de las mezclas para pasteles hicieron un cambio simple en la receta: se requería que las amas de casa agregaran un huevo. Al agregar un paso más (romper un huevo), las amas de casa se sentían como si estuvieran realmente horneando, lo que resultó en un aumento de las ventas instantáneas de mezclas para pastel.
Norton y sus colegas investigadores también citaron el producto Build-a-Bear, que les permite a las personas hacer sus propios ositos de peluche. Muchos consumidores disfrutan de esta opción, a pesar de que se les cobra un precio alto por un producto por el cual, gracias a su trabajo, el fabricante no tiene que pagar los costos de producción. Además, los investigadores señalaron la popularidad de las "celebraciones", según las cuales la gente de la ciudad paga para hacer el trabajo de los agricultores por ellos. En todos estos casos, según los investigadores, las personas parecen más dispuestas a pagar por un artículo en el que han puesto un poco de su propio trabajo.
Los investigadores señalaron que, como resultado de estudios previos de psicología del consumidor que apuntaban esencialmente a la existencia del efecto IKEA, muchas empresas pasaron de considerar a los consumidores como "receptores de valor" a "cocreadores de valor". Un elemento de este cambio fue la participación de los consumidores en el diseño, la comercialización y las pruebas de productos.
Un estudio realizado en 1959 por Aronson y Mills que se ha descrito como un "clásico" produjo resultados que parecen reflejar el efecto IKEA o un fenómeno estrechamente relacionado. Las participantes femeninas debían someterse a "no iniciación, iniciación leve o iniciación grave" antes de ingresar a un grupo de discusión. La evaluación posterior del valor del grupo por parte de las mujeres fue proporcional al esfuerzo que se les había exigido antes de que se les permitiera ingresar al grupo.
Al citar el trabajo de otros investigadores que demuestra "una necesidad humana fundamental de efectividad, la capacidad de producir con éxito los resultados deseados en el entorno", Norton et al. argumentó que "un medio por el cual las personas logran este objetivo es afectando y controlando objetos y posesiones". Pusieron especial énfasis en el estudio "seminal" de Bandura de 1977, que demostró que la "finalización exitosa de tareas" era un "medio crucial por el cual las personas pueden alcanzar su meta de sentirse competentes y en control".

## Experimentos de Norton et al.
Norton y sus colegas realizaron una investigación para averiguar si los consumidores pagarían precios más altos por los productos que requerían autoensamblaje. La investigación consistió en tres experimentos diferentes en los que los participantes construyeron artículos de Lego , plegaron figuras de origami y armaron cajas de IKEA.
En el primer experimento, a los sujetos se les asignó la tarea de ensamblar los muebles de IKEA. Luego, los investigadores valoraron los artículos que los experimentadores habían ensamblado, así como los muebles IKEA premontados. Los resultados mostraron que los sujetos estaban dispuestos a pagar un 63% más por el primero que por el segundo.
En el segundo experimento, los investigadores pidieron a los sujetos que hicieran ranas o grullas de origami. Luego les preguntaron a los sujetos cuánto estaban dispuestos a pagar por su propio trabajo. Después de esto, los investigadores reunieron a otro grupo de sujetos que no habían participado en la creación del origami. Se preguntó a los nuevos sujetos cuánto estaban dispuestos a pagar por un origami construido por los participantes.
Después de esto, el investigador preguntó cuánto estaba dispuesto a pagar por un origami construido por un experto. Estaban dispuestos a pagar más por lo último. El primer grupo de prueba recibió una muestra de origami. Consistía en un juego de origami que ellos mismos habían construido y otro creado por expertos. Sin saber que su propio origami también era parte de la exhibición, se les pidió a estos sujetos que presentaran ofertas por el diferente origami. Percibieron el origami que habían creado como de igual calidad que los creados por profesionales.
El tercer y último experimento involucró dos conjuntos de sujetos. Al primer set se les dijo que ensamblaran completamente un mueble de IKEA. El segundo set también recibió instrucciones de ensamblar un mueble de IKEA, pero solo parcialmente. Ambos grupos tomaron parte en la licitación de estos objetos. Los resultados mostraron que las personas que habían construido la caja completamente estaban dispuestas a pagar más que las personas que solo habían construido parcialmente un artículo.

## Conclusiones de Norton et al.
Los experimentos de Norton y sus colegas demostraron que el autoensamblaje afecta la evaluación de un producto por parte de sus consumidores. Los resultados sugieren que cuando las personas construyen un producto en particular, incluso si hacen un mal trabajo, valoran el resultado final más que si no hubieran puesto ningún esfuerzo en su creación.
Los participantes, escribieron Norton y sus colegas, "vieron que sus creaciones de aficionados eran similares en valor a las creaciones de los expertos, y esperaban que otros compartieran sus opiniones". Para estar seguro, "el trabajo conduce al amor solo cuando el trabajo resulta en la finalización exitosa de las tareas; cuando los participantes construyeron y luego destruyeron sus creaciones, o no las completaron, el efecto IKEA se disipó". Los investigadores también concluyeron "que el trabajo aumenta la valoración tanto para los aficionados como para los principiantes".
Los investigadores notaron que el uso de "cajas IKEA simples y juegos de Lego que no permitían la personalización" no impedía que los participantes manifestaran el efecto IKEA.

## Investigación posterior
Gibbs y Drolet (2003) demostraron que elevar los niveles de energía de los consumidores puede persuadirlos de seleccionar experiencias que impliquen un mayor esfuerzo. Pero se ha advertido a las empresas que no cuestionen demasiado a los consumidores, para que no puedan completar una tarea y, por lo tanto, terminen insatisfechas.
La investigación realizada por Dahl y Moreau (2007) sugiere que los clientes están más satisfechos cuando existe un límite en la cantidad de creatividad que pueden expresar al ensamblar un producto.

## Causas del efecto IKEA
Un factor es que "el autoensamblaje de productos puede permitir a las personas sentirse competentes y mostrar evidencia de esa competencia". Además, la idea de que están "ahorrando dinero al comprar productos que requieren un poco de montaje" puede hacer que se sientan como "compradores inteligentes".
Se han sugerido otras posibles explicaciones del efecto IKEA, como "un enfoque en los atributos positivos del producto y la relación entre esfuerzo y gusto". El efecto IKEA es uno de varios sesgos cognitivos que parecen reflejar un vínculo causal entre el esfuerzo percibido y la valoración.
El trabajo de Norton et al. demostró que la valoración de los productos por parte de los participantes no fue causada por la propiedad de ellos o por "más tiempo dedicado a tocarlos".

## Ejemplos de efecto IKEA
Se cree que el efecto IKEA contribuye al efecto de los costos irrecuperables, que se produce cuando los gerentes continúan dedicando recursos a proyectos en los que han invertido su trabajo. El efecto también está relacionado con el síndrome "no se ha inventado aquí", donde los gerentes no tienen en cuenta lo bueno Ideas desarrolladas en otros lugares, a favor de (posiblemente inferiores) ideas desarrolladas internamente.
El escritor Tyler Tervooren se dio cuenta de que estaba presenciando un ejemplo del efecto IKEA cuando recorrió una casa que estaba a la venta a un precio que era "al menos $ 30,000 demasiado" y descubrió que la razón por la cual el propietario sobrevaloró la casa fue tan dramáticamente ella había "hecho construir la casa y personalizar cada aspecto de ella a su gusto". Pero mientras ella consideraba la casa como "una obra maestra," Tervooren "vio una casa como cualquier otra, pero con colores de pintura que nunca elegiría". Tervooren se dio cuenta de que él también había sido víctima del efecto IKEA en varias ocasiones: "Tenía un vínculo especial con mi automóvil viejo porque siempre le hacía yo mismo reparaciones. Y cuando mi iPhone se averió el año pasado, lo desarmé y aprendí a arreglarlo para que pudiera seguir usándolo ".
Se puede decir que el efecto IKEA se manifiesta en situaciones en las que los programadores han sido invitados a ayudar (sin pago) a crear programas de fuente abierta y sistemas operativos, como Linux.

### Animales
El efecto IKEA también se ha observado en animales, como ratas y estorninos, que prefieren obtener alimentos de fuentes que requieren un esfuerzo de su parte (Kacelnik y Marsh, 2002; Lawrence y Festinger, 1962).

### Negocios
Tervooren ha aconsejado a los dueños de negocios que "pueden obtener grandes recompensas al hacer que el efecto Ikea funcione para sus clientes. Siempre que pueda, permítales personalizar los productos y servicios que ofrece para satisfacer sus necesidades. Haga que se sientan como su propia creatividad y esfuerzo. entré para obtener lo que necesitan de usted. Ellos pagarán más por ello ".
Un artículo de Forbes 2012 aconsejó a los profesionales de marketing que "si sus clientes montan su producto, les gustará más", pero agregó que "un proceso de ensamblaje que sea claro y sin frustraciones es esencial".
Se ha aconsejado a los diseñadores de aplicaciones informáticas que aprovechen el efecto IKEA al proporcionar "datos de muestra, valores predeterminados precargados y plantillas editables para que su aplicación se sienta animada con contenido y conexiones, y viva para los usuarios. Luego, use los activadores de correo electrónico, las indicaciones, y orientación para que las personas interactúen con ese contenido, incluso si se trata de mover una tarjeta en una pizarra o de responder a un correo electrónico. Esto ayuda a disminuir el miedo y la frustración de tratar con un nuevo producto al tiempo que aumenta las capacidades". Los fabricantes de productos informáticos como Wistia , Basecamp y iDone, han sido guiados por el efecto de IKEA al presentarlos al público.

### Consumidores
Los escritores consumidores han advertido a los clientes contra el efecto IKEA, señalando que "puede resultar perjudicial al crear o concebir ideas o productos que, de hecho, pueden no ser tan buenos". Por otro lado, un artículo de 2012 en Psychology Today sugirió que "si está teniendo dificultades para decidir entre comprar algo precompilado o armarlo usted mismo, el trabajo adicional que podría no valer la pena podría ahora ponerle una sonrisa en la cara al terminar. Ahorrarse el trabajo podría costarle un poco de felicidad".
Norton y sus colegas advirtieron que el efecto IKEA podría conducir a la gente a sobrevaluar sus pertenencias al ponerlas en venta. Por ejemplo, «la gente puede ver las mejoras que hicieron a sus hogares —tales como los caminos de ladrillo que instalaron personalmente— como elementos para elevar el costo de la casa con más intensidad que los compradores, quienes sólo ven un camino construido con cierta torpeza»". Y Mochon digo a un entrevistador que si los clientes «alguna vez descubriesen que IKEA los estuviera haciendo sentir tontos sólo para venderles más mesas, no estoy seguro de qué repercusiones negativas tendría para la compañía»."